# 25065 Lautakkin
25065 Lautakkin è un asteroide della fascia principale. Scoperto nel 1998, presenta un'orbita caratterizzata da un semiasse maggiore pari a 2,3923159 UA e da un'eccentricità di 0,1399716, inclinata di 6,61154° rispetto all'eclittica.